# Список глав Зимбабве
Список глав Зимбабве включает лиц, являвшихся главой государства Зимбабве после обретения им независимости в 1980 году. Также список дополнен периодом не признанного международным сообществом государства Родезия, провозглашённого в 1965 году в одностороннем порядке независимым от Великобритании с британским монархом в качестве главы государства, принявшего в 1970 году республиканскую форму правления и просуществовавшего до 1979 года, когда было заключено соглашение о временной утрате суверенитета и подчинении британскому правлению до проведения выборов в Палату собрания Зимбабве.
В настоящее время главой государства и правительства является Президент Зимбабве и главнокомандующий Силами обороны Зимбабве (англ. President of Zimbabwe and Commander-in-Chief of the Defence Forces of Zimbabwe). Согласно действующей редакции конституции, президент избирается всенародным голосованием на 5 лет с правом однократного переизбрания. Глава государства является гарантом нормального и непрерывного функционирования государственных органов, национальной независимости и территориальной целостности, следит за сохранением и уважением национального суверенитета как внутри страны, так и за её пределами, является гарантом национального единства. В случае вакантности поста обязанности президента исполняет первый вице-президент или, при отсутствии такового, второй вице-президент.
Использованная в первом столбце таблиц нумерация является условной; также условным является использование в первом столбце цветовой заливки, служащей для упрощения восприятия принадлежности лиц к различным политическим силам без необходимости обращения к столбцу, отражающему партийную принадлежность. В столбце «Выборы» отражены состоявшиеся выборные процедуры или иные основания получения полномочий. Для удобства список разделён на принятые в историографии периоды истории страны. Приведённые в преамбулах к каждому из разделов описания этих периодов призваны пояснить особенности её политической жизни.

## Родезия (непризнанная монархия, 1965—1970)
После ликвидации в 1963 году Федерации Родезии и Ньясаленда (первоначально образованной в 1953 году из протектората Ньясаленд и колоний Северная и Южная Родезия) и создания в 1964 году независимых Замбии и Малави белое население Южной Родезии заявило о намерении создать собственное государство. 11 ноября 1965 года премьер-министр колонии Ян Смит в одностороннем порядке провозгласил независимость Родезии (англ. Rhodesia). В соответствии с конституцией нового государства правящим монархом должна была стать Елизавета II, которую представлял бы администратор правительства и главнокомандующий в Родезии и над ней (англ. Officer Administering the Government and Commander-in-Chief in and over Rhodesia), которым мог быть либо генерал-губернатор, назначаемый королевой, либо, при отсутствии такого назначения, регент, назначаемый членами Исполнительного совета под председательством премьер-министра.
Правительство Яна Смита продолжало дискриминационную политику в отношении африканского населения, противоречавшую британскому принципу деколонизации («Независимость только после предоставления власти африканскому большинству» — NIBMAR), что стало основной причиной непризнания независимости Родезии международным сообществом. В 1966 году Совет Безопасности ООН ввёл в отношении страны торговые санкции. В июне 1969 года в Родезии был проведён двухэтапный референдум: первый вопрос заключался в одобрении новой конституции, второй — в одобрении принятия республиканской формы правления и разрыва всех оставшихся связей с британской короной. По результатам референдума 2 марта 1970 года Родезия была объявлена республикой во главе с президентом, осуществлявшим в основном церемониальные функции.
| Портрет | Имя (годы жизни)                                                                                             | Полномочия     | Полномочия   | Династия                        | Наименование титула                      | Пр.         |
| Портрет | Имя (годы жизни)                                                                                             | Начало         | Окончание    | Династия                        | Наименование титула                      | Пр.         |
| ------- | --- | -------------- | ------------ | ------------------------------- | ---------------------------------------- | ----------- |
|         | Елизавета II (1926—2022) англ. Elizabeth II (урожд. Элизабет Александра Мэри англ. Elizabeth Alexandra Mary) | 11 ноября 1965 | 1 марта 1970 | Виндзоры англ. House of Windsor | Королева Родезии англ. Queen of Rhodesia | [ 6 ] [ 7 ] |

### Список администраторов правительства Родезии
|        | Портрет         | Имя (годы жизни)                                               | Полномочия     | Полномочия | Наименование должности | Пр.         |
| Начало | Портрет         | Имя (годы жизни)                                               | Окончание      | | Наименование должности | Пр.         |
| ------ | --------------- | -------------------------------------------------------------- | -------------- | --- | --- | ----------- |
| и. о.  |                 | Клиффорд Уолтер Дюпон (1905—1978) англ. Clifford Walter Dupont | 17 ноября 1965 | 20 декабря 1965 | Исполняющий обязанности Администратора правительства и главнокомандующего в Родезии и над ней англ. Acting Officer Administering the Government and Commander-in-Chief in and over Rhodesia | [ 8 ] [ 9 ] |
| 1      | 20 декабря 1965 | Клиффорд Уолтер Дюпон (1905—1978) англ. Clifford Walter Dupont | 1 марта 1970   | Администратор правительства и главнокомандующий в Родезии и над ней англ. Officer Administering the Government and Commander-in-Chief in and over Rhodesia | | [ 8 ] [ 9 ] |

## Родезия, Зимбабве-Родезия (непризнанная республика, 1970—1979)
По результатам проведённого в июне 1969 года референдума 2 марта 1970 года Родезия была объявлена республикой во главе с президентом, осуществлявшим в основном церемониальные функции. В декабре 1972 года столкновения между вооружёнными формированиями Зимбабвийского африканского национального союза (ЗАНУ) и родезийским правительством переросли в полномасштабную войну. Африканские партизаны пользовались поддержкой соседних государств (прежде всего Мозамбика и Замбии). В 1976 году вооружённые силы ЗАНУ и Союза африканского народа Зимбабве (ЗАПУ) объединились в военный союз — Патриотический фронт (ПФ), получивший международную поддержку и признание ОАЕ единственным законным представителем народа Зимбабве. В марте 1978 года Ян Смит подписал с умеренными представителями национального движения Абелем Музоревой и Ндабанинги Ситоле соглашение об урегулировании внутриполитической ситуации и назначил на апрель 1979 года парламентские выборы. Лидеры ПФ призвали бойкотировать выборы, в результате чего победу на них одержал Объединённый африканский национальный совет. В мае было сформировано коалиционное правительство Музоревы — Смита. 1 июня вступила в силу одобренная на референдуме конституция, провозгласившая страну Зимбабве-Родезией (англ. Zimbabwe Rhodesia).
Правящие круги нового государства пытались добиться его международного признания, но безуспешно. В ответ на это правительство Великобритании решило организовать конференцию в Лондоне, которая проходила с 10 сентября по 21 декабря 1979 года с участием противоборствующих зимбабвийских сторон. В ходе конференции удалось достичь соглашения о прекращении боевых действий, проведении выборов и принятии временной конституции сроком действия до 1990 года. До проведения выборов и провозглашения в соответствии с ними независимого Зимбабве под управлением африканского большинства Зимбабве-Родезия перестала быть суверенным государством и возвращалась под власть британской короны, став «частью доминионов Её Величества».
|        | Портрет        | Имя (годы жизни)                                               | Полномочия      | Полномочия | Партия                                      | Наименование должности | Пр.           |
| Начало | Портрет        | Имя (годы жизни)                                               | Окончание       | | Партия                                      | Наименование должности | Пр.           |
| ------ | -------------- | -------------------------------------------------------------- | --------------- | --- | ------------------------------------------- | --- | ------------- |
| и. о.  |                | Клиффорд Уолтер Дюпон (1905—1978) англ. Clifford Walter Dupont | 2 марта 1970    | 16 апреля 1970 | Родезийский фронт                           | Исполняющий обязанности Президента в Родезии и над ней и исполняющий обязанности главнокомандующего Вооружёнными силами Родезии англ. Acting President in and over Rhodesia and Acting Commander-in-Chief of the Armed Forces of Rhodesia | [ 8 ] [ 9 ]   |
| 1      | 16 апреля 1970 | Клиффорд Уолтер Дюпон (1905—1978) англ. Clifford Walter Dupont | 31 декабря 1975 | Президент в Родезии и над ней и главнокомандующий Вооружёнными силами Родезии англ. President in and over Rhodesia and Commander-in-Chief of the Armed Forces of Rhodesia | Родезийский фронт                           | | [ 8 ] [ 9 ]   |
| и. о.  |                | Генри Бредон Эверард (1897—1980) англ. Henry Breedon Everard   | 1 января 1976   | 14 января 1976 | Родезийский фронт                           | Исполняющий обязанности Президента в Родезии и над ней и исполняющий обязанности главнокомандующего Вооружёнными силами Родезии англ. Acting President in and over Rhodesia and Acting Commander-in-Chief of the Armed Forces of Rhodesia | [ 11 ]        |
| 2      |                | Джон Джеймс Врэтхолл (1913—1978) англ. John James Wrathall     | 14 января 1976  | 31 августа 1978 | Родезийский фронт                           | Президент в Родезии и над ней и главнокомандующий Вооружёнными силами Родезии англ. President in and over Rhodesia and Commander-in-Chief of the Armed Forces of Rhodesia                                                                 | [ 12 ] [ 9 ]  |
| и. о.  |                | Генри Бредон Эверард (1897—1980) англ. Henry Breedon Everard   | 31 августа 1978 | 1 ноября 1978 | Родезийский фронт                           | Исполняющий обязанности Президента в Родезии и над ней и исполняющий обязанности главнокомандующего Вооружёнными силами Родезии англ. Acting President in and over Rhodesia and Acting Commander-in-Chief of the Armed Forces of Rhodesia | [ 11 ]        |
| и. о.  |                | Джек Уильям Пити (1903—1984) англ. Jack William Pithey         | 1 ноября 1978   | 5 марта 1979 | Родезийский фронт                           | Исполняющий обязанности Президента в Родезии и над ней и исполняющий обязанности главнокомандующего Вооружёнными силами Родезии англ. Acting President in and over Rhodesia and Acting Commander-in-Chief of the Armed Forces of Rhodesia | [ 11 ]        |
| и. о.  |                | Генри Бредон Эверард (1897—1980) англ. Henry Breedon Everard   | 5 марта 1979    | 31 мая 1979 | Родезийский фронт                           | Исполняющий обязанности Президента в Родезии и над ней и исполняющий обязанности главнокомандующего Вооружёнными силами Родезии англ. Acting President in and over Rhodesia and Acting Commander-in-Chief of the Armed Forces of Rhodesia | [ 11 ]        |
| 3      |                | Джозиа Зион Гумеде (1919—1989) англ. Josiah Zion Gumede        | 1 июня 1979     | 12 декабря 1979 | Объединённый африканский национальный совет | Президент в Зимбабве-Родезии и над ней англ. President in and over Zimbabwe Rhodesia | [ 13 ] [ 11 ] |

## Зимбабве, Республика Зимбабве (с 1980)
В феврале 1980 года в Южной Родезии состоялись парламентские выборы, на которых впервые получили право участвовать все африканцы. Победу одержал Зимбабвийский африканский национальный союз (ЗАНУ) во главе с Робертом Мугабе, популярным лидером вооружённой борьбы. 18 апреля была провозглашена независимость Зимбабве (англ. Zimbabwe) во главе с президентом Канааном Бананой в качестве номинального главы государства (формой правления являлась парламентская республика, президент был подотчётен правительству). Премьер-министром стал Мугабе, провозгласивший курс на национальное примирение и социалистическое переустройство общества. В правительство были включены представители белого меньшинства, чтобы избежать политической напряжённости. В 1985 году ЗАНУ вновь победил на парламентских выборах. В 1987 году после принятия поправки к конституции главой исполнительной власти (Зимбабве было провозглашено президентской республикой) стал президент, которым был избран Мугабе, а пост премьер-министра упразднён. ЗАНУ объединялся с Союзом африканского народа Зимбабве, образовав Зимбабвийский африканский национальный союз — Патриотический фронт (ЗАНУ—ПФ). Партия побеждала на выборах 1990 и 1995 годов. Мугабе переизбирался президентом в 1990 и 1996 годах. 17 апреля 1991 года в конституцию были внесены поправки, в соответствии с которыми название страны было изменено на Республику Зимбабве (англ. Republic of Zimbabwe).
Во второй половине 1990-х годов усилилось недовольство населения, в том числе из-за фактического установления однопартийной системы. В 1997—1998 годах в Хараре и других городах прошли массовые выступления против режима Мугабе. В 2000 году власти санкционировали насильственные захваты белых фермерских хозяйств, что спровоцировало волну насилия и гибель людей. Парламентские выборы 2000 года проходили на фоне внутренней нестабильности. Победу одержал ЗАНУ—ПФ, однако оппозиция попыталась оспорить результаты голосования в Верховном суде, который признал их доводы обоснованными, но выборы не отменил. В 2002 году Мугабе вновь стал президентом. За нарушения прав человека и фальсификацию выборов членство Зимбабве в Содружестве наций было приостановлено, а в декабре 2003 года страна вышла из его состава. После выборов 2005 года ЗАНУ—ПФ продолжал являться правящей партией, но его действия, включая принудительную ликвидацию трущоб, вызвали международное осуждение. В 2008 году политическая ситуация осложнилась из-за раскола в оппозиционной партии Движение за демократические перемены (ДДП), которая разделилась на две фракции — ДДП—Т (Цвангираи) и ДДП—М (Мутамбара). Лидеры оппозиции призывали к протестам, добиваясь отставки Мугабе.
На выборах президента 29 марта 2008 года Цвангираи получил больше голосов, чем Мугабе, но после преследования снял свою кандидатуру перед вторым туром. Парламентские выборы выиграла партия ДДП—Т. При посредничестве президента ЮАР Табо Мбеки было заключено соглашение, по которому в феврале 2009 было создано объединённое правительство, а Морган Цвангираи стал премьер-министром. В марте 2013 года на референдуме была принята новая конституция, ограничивавшая президентство двумя пятилетними сроками и изменившая название страны вновь на Зимбабве (англ. Zimbabwe). В сентябре 2013 года пост премьер-министра был упразднён. Выборы 2013 года прошли в обстановке взаимных обвинений. Мугабе одержал победу, а ЗАНУ—ПФ получила парламентское большинство. Цвангираи заявил, что не признаёт результаты выборов, в то время как Африканский союз и Сообщество развития Юга Африки одобрили их. В ноябре 2017 года в Зимбабве произошёл государственный переворот: военные поместили Мугабе под домашний арест, и правящая партия ЗАНУ—ПФ отстранила его от руководства, призвав уйти в отставку. 21 ноября, после начала процедуры импичмента, Мугабе покинул пост президента. Новым президентом в соответствии с конституцией стал первый вице-президент Эммерсон Мнангагва.
|           | Портрет              | Имя (годы жизни)                                                      | Полномочия      | Полномочия      | Партия                                                             | Выборы      | Наименование должности | Пр.                  |
| Начало    | Портрет              | Имя (годы жизни)                                                      | Окончание       |                 | Партия                                                             | Выборы      | Наименование должности | Пр.                  |
| --------- | -------------------- | --------------------------------------------------------------------- | --------------- | --------------- | ------------------------------------------------------------------ | ----------- | --- | -------------------- |
| 4 (I—II)  |                      | Канаан Содиндо Банана (1936—2003) англ. Canaan Sodindo Banana         | 18 апреля 1980  | 18 апреля 1986  | Зимбабвийский африканский национальный союз                        | [ комм. 2 ] | Президент Зимбабве и главнокомандующий Силами обороны Зимбабве англ. President of Zimbabwe and Commander-in-Chief of the Defence Forces of Zimbabwe | [ 17 ] [ 18 ] [ 19 ] |
| 4 (I—II)  | 18 апреля 1986       | Канаан Содиндо Банана (1936—2003) англ. Canaan Sodindo Banana         | 31 декабря 1987 | [ комм. 3 ]     | Зимбабвийский африканский национальный союз                        |             | Президент Зимбабве и главнокомандующий Силами обороны Зимбабве англ. President of Zimbabwe and Commander-in-Chief of the Defence Forces of Zimbabwe | [ 17 ] [ 18 ] [ 19 ] |
| 5 (I—VI)  |                      | Роберт Габриэль Мугабе (1924—2019) англ. Robert Gabriel Mugabe        | 31 декабря 1987 | 1 апреля 1990   | Зимбабвийский африканский национальный союз — Патриотический фронт | [ комм. 4 ] | Президент Зимбабве и главнокомандующий Силами обороны Зимбабве англ. President of Zimbabwe and Commander-in-Chief of the Defence Forces of Zimbabwe | [ 20 ] [ 21 ] [ 22 ] |
| 5 (I—VI)  | 1 апреля 1990        | Роберт Габриэль Мугабе (1924—2019) англ. Robert Gabriel Mugabe        | 31 марта 1996   | 1990            | Зимбабвийский африканский национальный союз — Патриотический фронт |             | Президент Зимбабве и главнокомандующий Силами обороны Зимбабве англ. President of Zimbabwe and Commander-in-Chief of the Defence Forces of Zimbabwe | [ 20 ] [ 21 ] [ 22 ] |
| 5 (I—VI)  | 31 марта 1996        | Роберт Габриэль Мугабе (1924—2019) англ. Robert Gabriel Mugabe        | 17 марта 2002   | 1996            | Зимбабвийский африканский национальный союз — Патриотический фронт |             | Президент Зимбабве и главнокомандующий Силами обороны Зимбабве англ. President of Zimbabwe and Commander-in-Chief of the Defence Forces of Zimbabwe | [ 20 ] [ 21 ] [ 22 ] |
| 5 (I—VI)  | 17 марта 2002        | Роберт Габриэль Мугабе (1924—2019) англ. Robert Gabriel Mugabe        | 29 июня 2008    | 2002            | Зимбабвийский африканский национальный союз — Патриотический фронт |             | Президент Зимбабве и главнокомандующий Силами обороны Зимбабве англ. President of Zimbabwe and Commander-in-Chief of the Defence Forces of Zimbabwe | [ 20 ] [ 21 ] [ 22 ] |
| 5 (I—VI)  | 29 июня 2008         | Роберт Габриэль Мугабе (1924—2019) англ. Robert Gabriel Mugabe        | 22 августа 2013 | 2008            | Зимбабвийский африканский национальный союз — Патриотический фронт |             | Президент Зимбабве и главнокомандующий Силами обороны Зимбабве англ. President of Zimbabwe and Commander-in-Chief of the Defence Forces of Zimbabwe | [ 20 ] [ 21 ] [ 22 ] |
| 5 (I—VI)  | 22 августа 2013      | Роберт Габриэль Мугабе (1924—2019) англ. Robert Gabriel Mugabe        | 21 ноября 2017  | 2013            | Зимбабвийский африканский национальный союз — Патриотический фронт |             | Президент Зимбабве и главнокомандующий Силами обороны Зимбабве англ. President of Zimbabwe and Commander-in-Chief of the Defence Forces of Zimbabwe | [ 20 ] [ 21 ] [ 22 ] |
| и. о.     |                      | Фелекезела Мфоко (1940—2024) англ. Phelekezela Mphoko                 | 21 ноября 2017  | 24 ноября 2017  | Зимбабвийский африканский национальный союз — Патриотический фронт | [ комм. 6 ] | Президент Зимбабве и главнокомандующий Силами обороны Зимбабве англ. President of Zimbabwe and Commander-in-Chief of the Defence Forces of Zimbabwe | [ 23 ] [ 24 ] [ 25 ] |
| и. о.     | полномочия не принял | Фелекезела Мфоко (1940—2024) англ. Phelekezela Mphoko                 |                 |                 | Зимбабвийский африканский национальный союз — Патриотический фронт | [ комм. 6 ] | Президент Зимбабве и главнокомандующий Силами обороны Зимбабве англ. President of Zimbabwe and Commander-in-Chief of the Defence Forces of Zimbabwe | [ 23 ] [ 24 ] [ 25 ] |
| 6 (I—III) |                      | Эммерсон Дамбудзо Мнангагва (1942—) англ. Emmerson Dambudzo Mnangagwa | 24 ноября 2017  | 26 августа 2018 | Зимбабвийский африканский национальный союз — Патриотический фронт | [ комм. 8 ] | Президент Зимбабве и главнокомандующий Силами обороны Зимбабве англ. President of Zimbabwe and Commander-in-Chief of the Defence Forces of Zimbabwe | [ 26 ] [ 27 ] [ 28 ] |
| 6 (I—III) | 26 августа 2018      | Эммерсон Дамбудзо Мнангагва (1942—) англ. Emmerson Dambudzo Mnangagwa | 4 сентября 2023 | 2018            | Зимбабвийский африканский национальный союз — Патриотический фронт |             | Президент Зимбабве и главнокомандующий Силами обороны Зимбабве англ. President of Zimbabwe and Commander-in-Chief of the Defence Forces of Zimbabwe | [ 26 ] [ 27 ] [ 28 ] |
| 6 (I—III) | 4 сентября 2023      | Эммерсон Дамбудзо Мнангагва (1942—) англ. Emmerson Dambudzo Mnangagwa | действующий     | 2023            | Зимбабвийский африканский национальный союз — Патриотический фронт |             | Президент Зимбабве и главнокомандующий Силами обороны Зимбабве англ. President of Zimbabwe and Commander-in-Chief of the Defence Forces of Zimbabwe | [ 26 ] [ 27 ] [ 28 ] |